# 13e régiment d'infanterie territoriale
Pour les articles homonymes, voir 13e régiment.
Le 13e régiment d'infanterie territorial (13e RIT) est un régiment d'infanterie de l'armée de terre française qui a participé à la Première Guerre mondiale.

## Création et différentes dénominations
- mars 1875 : le régiment reçoit son numéro par décret du 19 mars, en prévision de la mobilisation[1]
- août 1914 : formation[2]
- février 1916 : dissolution de l'état-major régimentaire (les bataillons du 13e RIT deviennent indépendants)[3]

## Chefs de corps
Le régiment est commandé par le lieutenant-colonel Le Moyne.

## Drapeau
Il ne porte aucune inscription.

## Historique des garnisons, combats et batailles du13eRIT

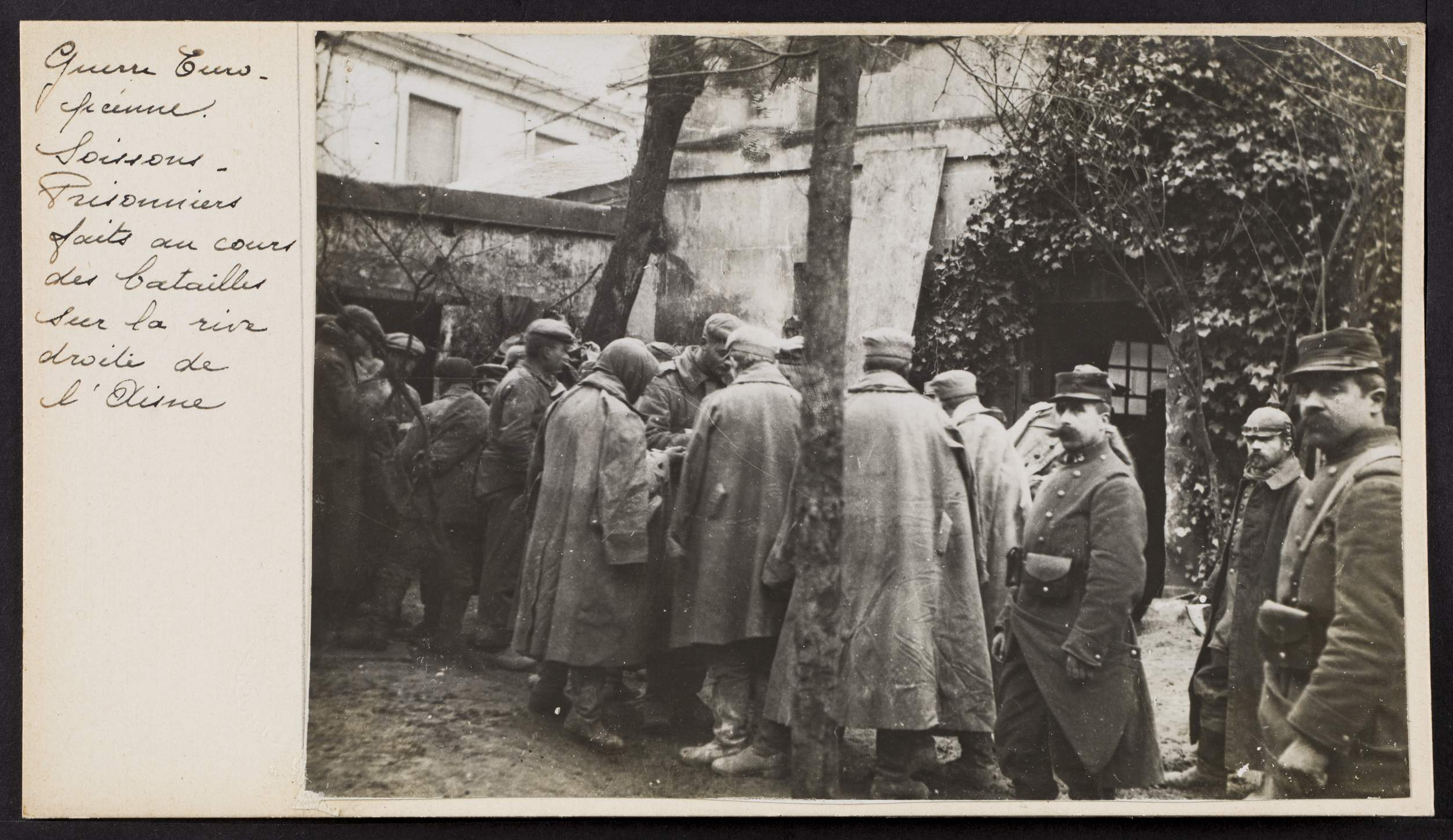
Soldats du 13e territorial gardant des prisonniers allemands fin 1914 à Soissons.

Affectations:
- Un bataillon à la 169e division d'infanterie d'août à novembre 1918.

## Personnages célèbres ayant servi au13eRIT
- Le capitaine Fernand Halphen, compositeur mort pour la France.